# Gorna Oryakhovitsa
Gorna Oryakhovitsa ou Gorna Orjahovica (búlgaro: Горна Оряховица) é uma cidade  da Bulgária localizada no distrito de Veliko Turnovo.